# アンドレア・アンダーズ
アンドレア・アンダーズ（Andrea Anders, 1975年5月10日 - ）は、アメリカ合衆国の女優。ウィスコンシン州の州都マディソン出身。

## 略歴
1997年にウィスコンシン大学のスティーブンスポイント校を卒業、美術の学士号を得る。更に2001年にはラトガース大学で修士号を得た。
その後は舞台の仕事をするためニューヨークに移り住み、2年後に当時のボーイフレンドと共にロサンゼルスへと移り、現在に至る。
2004年よりNBCで放送されたテレビシリーズ『ジョーイ』のアレックス・ギャレット役で有名。番組は2006年で終了したが、同年の秋からのCBSの新番組『The Class』にレギュラー出演している。

## 主な出演作品
- OZ/オズ Oz （2003年）　ゲスト出演（5話分）
- トゥルー・コーリング Tru Calling
  - ゲスト出演：第1シーズン第18話「隣人」 Rear Window （2004年）
- ステップフォード・ワイフ The Stepford Wives （2004年）
- ジョーイ Joey （2004年 - 2006年）　レギュラー出演
- ヤング・シェルドン Young Sheldon (2018-)